# روستي
روستي هو صحن من سويسرا الألمانية يتكون بشكل رئيسي من البطاطا. هو طبق فطور شائع يؤكل من قِبل المزارعين في إقليم بيرن، لكن اليوم هو صحن مشهور في جميع أنحاء سويسرا وأيضاً في العديد من المطاعم في العالم الغربي. العديد من الشعب السويسريِ يَعتبرُ الروستي هو الصحن الوطني. اليوم، بدلاً من اعتباره كفطور فقط، يقدم أيضاً عموماً أكثر كطبق مرافق للصحون الأخرى مثل كارفيلاس Cervelas أو ليبيركاس Leberkase.

## تحضيره

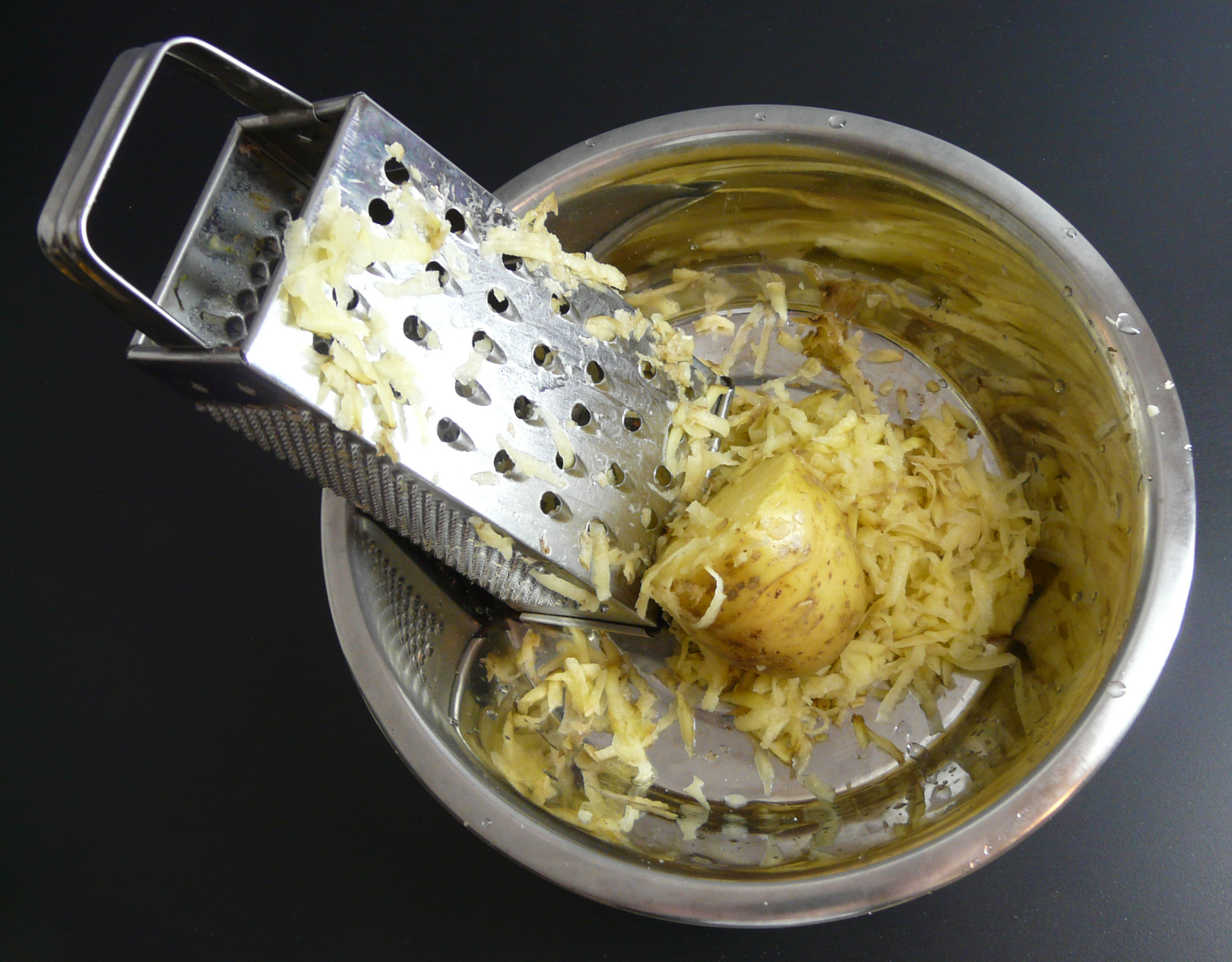
مبشرة بطاطس روستي

يتم تحضير الروستي بالبطاطا التي تُفرّم وتعتمد على تقنية القلي، مخلوط من المحتمل بالزبدة أَو الدهن عند البعضِ (وتُملّحُ عادة وتُتبّلُ). إنّ البطاطا المفرومة المشكلة إلى دوائر أو فطائرِ، التي تجيئان في أحجام مختلفةِ تقاس عادة بين 3-12 سنتيمتر (1 إلى 5 بوصات) في القطرِ و1-2 سنتيمتر (0.5بوصة) سمكاً. في أغلب الأحيان الروستي يُشكّلُ ببساطة داخل المقلاة.لكن يمكن أيضاً أَنْ يُخْبَز في الفرن. بالرغم من أنه في الأساس الروستي لا يشمل شيء سوى البطاطا، عدد من المكونات الإضافية تضاف أحياناً، مثل لحم الخنزير، بصل، جبن، تفاح أَو أعشاب جديدة.
هناك وجهات نظر مختلفة على ما الذي يجعل الروستي مثالياً؟؟. إنّ اختلاف الرأي الأعظم هو عن استعمال البطاطا خام أَو مغلية كمكون الرئيسي. أيضاً، نوع البطاطا أي الطرازات التي هي أفضل لصحن الروستي. تقليدياً هناك نوع خاصّ من البطاطا يستعمل لصنع الروستي ويغلى اولا قبل تحضير الطبق.